# Günther Zechberger
Günther Zechberger (* 24. April 1951 in Zams) ist ein österreichischer Komponist, der in Hall in Tirol lebt.

## Leben
Sein kompositorisches Schaffen erstreckt sich von Musik für Soloinstrumente, Kammermusik, Chor- und Orchesterwerken bis hin zu Computerkompositionen, Rauminstallationen, Radio-Live-Projekten und Aktionsmusik. Mit dem 1984 von ihm gegründeten Tiroler Ensemble für Neue Musik unternahm Zechberger Konzertreisen nach Deutschland, Bulgarien, Italien, Japan, Polen, Ungarn, in die Türkei sowie nach Albanien, England und Kroatien. Dieses Ensemble leitete er bis 2003.
Günther Zechberger engagiert sich seit Jahren in interdisziplinären, multinationalen Netzwerk-Projekten in Verbindung mit den neuesten Kommunikationstechniken. Das aktuelle Projekt ist „Drau/Drava - KlangMobil“.

## Anerkennungen
- 1980: Stadt Innsbruck: Kunstförderungspreis "Schlußstück"
- 1981: Musikprotokoll im Steirischen Herbst: Aufführungsempfehlung beim Kompositionswettbewerb „Posaunenquartett“
- 1985: Republik Österreich: Staatsstipendium für Komposition
- 1985: Internationaler Kompositionswettbewerb Wien: Preis für das beste österreichische Werk „Streichquartett“
- 1989: Republik Österreich: Staatsstipendium für Komposition
- 2001: Emil-Berlanda-Preis

## Rundfunk- und CD-Aufnahmen
- unerhoert – Neue Musik aus Tirol
- "chay",  Folio Verlag, ISBN 3-85256-116-7
- elektronischer frühling, elektroacoustic music from austria, CD GEM 9701
- „scopello“
- „CHI-PEL“ für Hornquartett
- „affaires“
- „Lauschangriff“
- Zechberger/Wibmer: "off the wall"
- ticom DOC 1
- Günther Zechberger – Porträt